# David Giffin
David Terry Giffin (Brisbane, 6 de noviembre de 1973) es un exrugbista australiano que se desempeñaba como segunda línea. Fue internacional con los Wallabies de 1996 a 2003 y se consagró campeón del mundo en Gales 1999.

## Biografía
Un luterano profesante, debutó en la primera del Sunnybank Rugby en 1992 y llegó a la selección provincial: los Queensland Reds, en 1995 y bajo la capitanía de Brett Robinson.
Durante el Súper Rugby 1996 se convirtió en profesional, ya que fue la llegada de la era abierta al hemisferio sur, siendo contratado por los Brumbies. Con la franquicia capitalina fue campeón del Súper Rugby dos veces, 2001 y en 2004.
Usaba un llamativo casco verde, en diciembre de 2000 fue invitado a los Barbarians y enfrentó a Sudáfrica A. Se retiró en 2004 debido a que su hijo padecía neuroblastoma, el niño sobrevivió y hoy vive con sus padres y tres hermanos.

## Selección nacional
Representó a los Junior Wallabies en 1993.
Greg Smith lo convocó a los Wallabies por vez primera en diciembre de 1996, para disputar las pruebas de fin de año y debutó ante los Dragones rojos.
Ganó la Copa Bledisloe de 1998 a 2002, triunfó en la gira de los Leones Británico-Irlandeses 2001 y fue campeón de The Rugby Championship en el Tres Naciones 2000 y 2003.
Giffin en su época destacó como uno de los mejores saltadores de lines, integró a la mejor generación australiana y en 2005 fue nombrado el 4 ideal en los Wallabies de los años 1990.

### Participaciones en Copas del Mundo
Rod Macqueen lo llevó a Gales 1999 como titular, alineándolo con el capitán John Eales. Jugó todas las pruebas, incluida la final y debió marcar al irlandés Malcolm O'Kelly, el sudafricano Mark Andrews y la leyenda francesa Fabien Pelous.
| Mundial                       | Sede      | Resultado  | PJ | Tries |
| ----------------------------- | --------- | ---------- | -- | ----- |
| Copa Mundial de Rugby de 1999 | Gales     | Campeón    | 6  | 0     |
| Copa Mundial de Rugby de 2003 | Australia | Subcampeón | 4  | 0     |

Eddie Jones lo seleccionó para Australia 2003 como suplente de Justin Harrison y segundo capitán. Ingresó a la final y debió marcar al argentino Patricio Albacete, el irlandés Paul O'Connell y al inglés Ben Kay.